# Camponotus rotumanus
Camponotus rotumanus är en myrart som beskrevs av Wilson och Taylor 1967. Camponotus rotumanus ingår i släktet hästmyror, och familjen myror. Inga underarter finns listade.